# Pölzig
Pölzig é um município da Alemanha localizado no distrito de Greiz, estado da Turíngia.  Pertence ao Verwaltungsgemeinschaft de Am Brahmetal.